# Proktoskopie

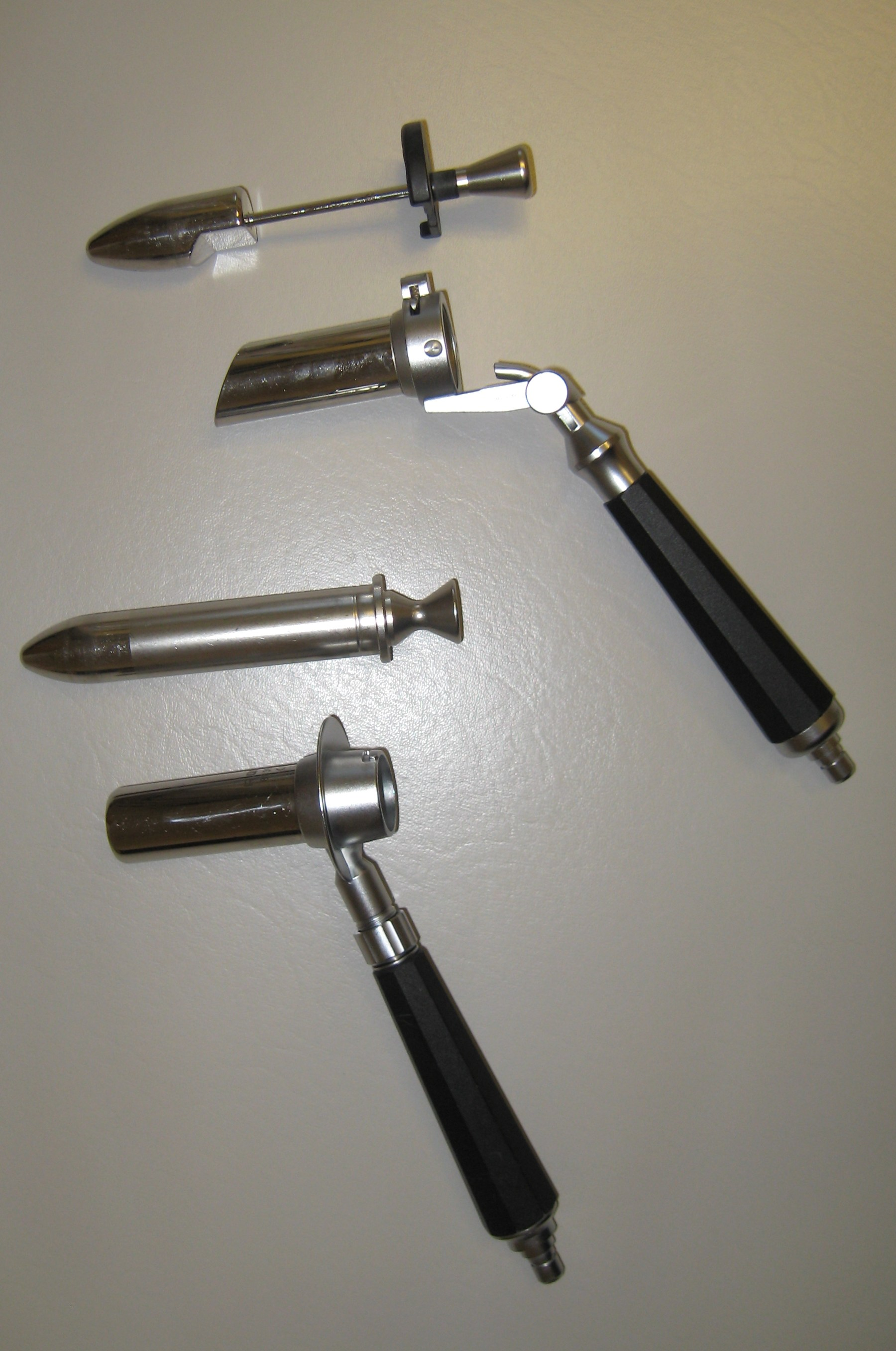
Zwei Proktoskope

Die Proktoskopie ist eine invasive Methode zur Untersuchung des Analkanals und des unteren Rectums bei proktologischen Erkrankungen. Weitere Methoden zur Untersuchung des Mast- bzw. Dickdarms sind die Rektoskopie, Rektosigmoidoskopie und Koloskopie.

## Vorbereitung
Die Vorbereitung zur Untersuchung ist einfach, es muss nur der Mastdarm entleert werden. Dafür versucht der Patient, seinen Darm auf natürliche Weise zu entleeren. Nur wenn das nicht gelingt, dann wird etwa eine Stunde vor der Untersuchung ein Abführmittel in Form eines Klistiers oder Zäpfchens verabreicht, das innerhalb von 15 bis 30 Minuten eine Darmentleerung bewirkt. Eine weitere Vorbereitung ist für diese Untersuchung nicht nötig.
Manche Ärzte nehmen proktoskopische Untersuchungen grundsätzlich ohne Darmreinigung vor, um Irritationen der Darmschleimhaut durch Abführmittel zu vermeiden. Ein geringfügiger Stuhlabgang beim Herausziehen des Proktoskops wird dabei toleriert, das Exkrement durch sofortiges Reinigen und Wechseln der Einwegauflage der Untersuchungsliege beseitigt. Bei Untersuchung in Seitenlage bleibt dies dem Patienten verborgen.

## Methode
Für die Untersuchung wird ein Metallrohr, ein sogenanntes starres Proktoskop von ca. 10 bis 15 Zentimeter Länge und variablem Durchmesser (üblicherweise bei Erwachsenen 1,5 bis 2 Zentimeter) verwendet. Der Patient wird in Linksseitenlage, in Steinschnittlage oder in Knie-Ellenbogenlage untersucht. Das Instrument wird mit dem Finger blind eingeführt, währenddessen ist das Rohr von einem innen liegenden Konus vollständig abgedeckt. Nach vollständiger Einführung des Gerätes wird der Konus entfernt und der Analkanal im Rückzug beurteilt.
Die Untersuchung dauert wenige Minuten. Im Rahmen der Untersuchung können einige Veränderungen auch behandelt werden (z. B. Hämorrhoiden durch Sklerosierung oder Ligatur). Die Untersuchung selbst wird als unangenehm, bei sachgerechter Durchführung jedoch nicht als schmerzhaft empfunden.